# Parc d'État du lac Cove
Le parc d'État du lac Cove (en anglais : Cove Lake State Park) est un parc d'État américain situé à Caryville au Tennessee.

## Situation
Le parc est situé autour du lac Cove, dans une vallée à l'est du plateau de Cumberland. Il s'étend sur 717 acres (290 ha). Le lac en lui-même s'étend sur environ 210 acres (85 ha).

## Histoire
Dans les années 1920, un projet de lac artificiel est lancé à la confluence des rivières Clinch et Cove, pour lutter contre les crues et produire de l'électricité. En 1933, la Tennessee Valley Authority (TVA) prend en charge le « projet Norris » (du nom du sénateur George Norris). La construction du barrage Norris débute en 1934 et le réservoir Norris est mis en eau deux ans plus tard.
Pour protéger Caryville du réservoir Norris, la TVA construit le barrage de Caryville sur la Cove Creek. Un parc d'État est créé autour du lac Cove alors formé.

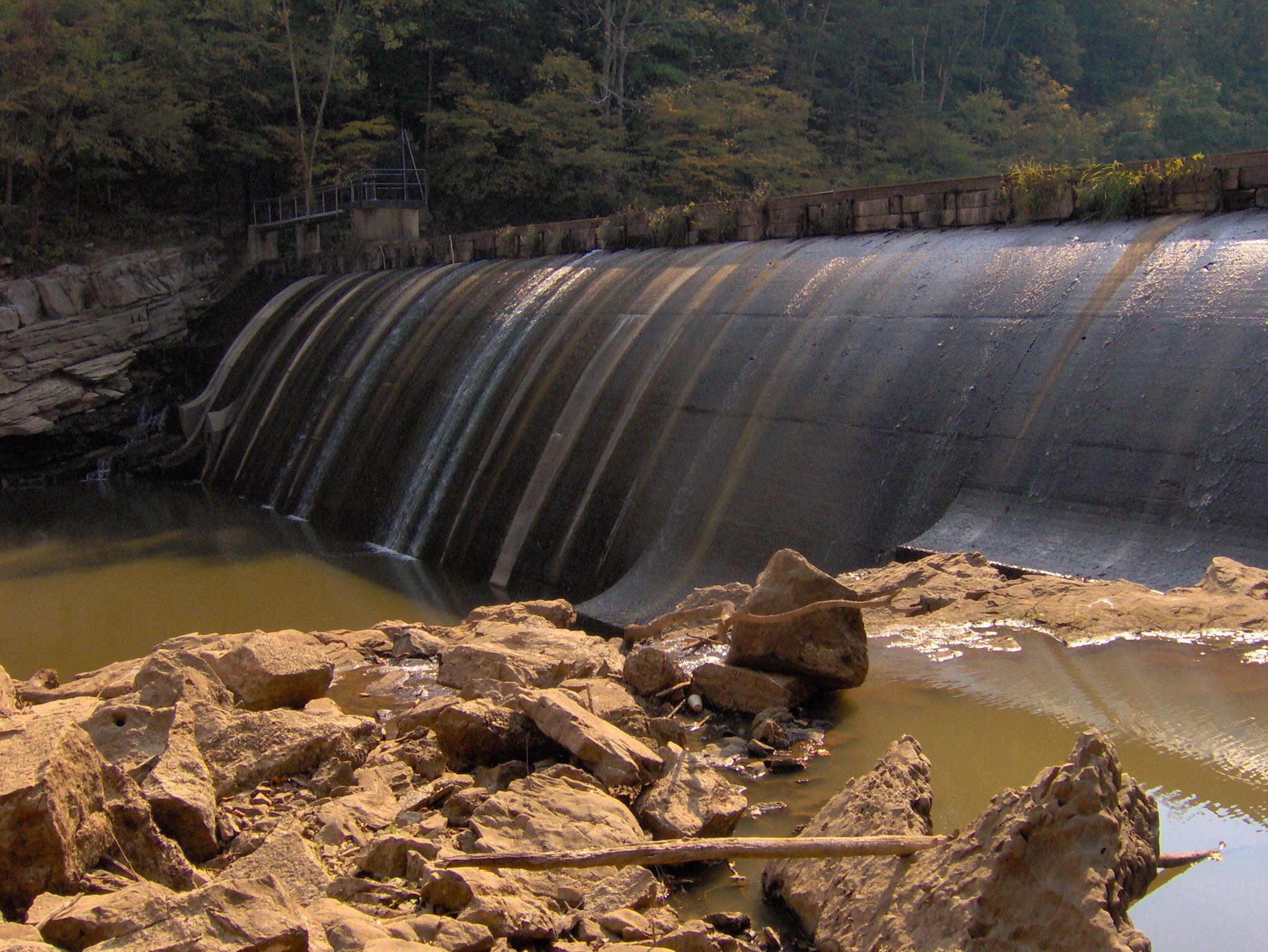
Le barrage de Caryville.
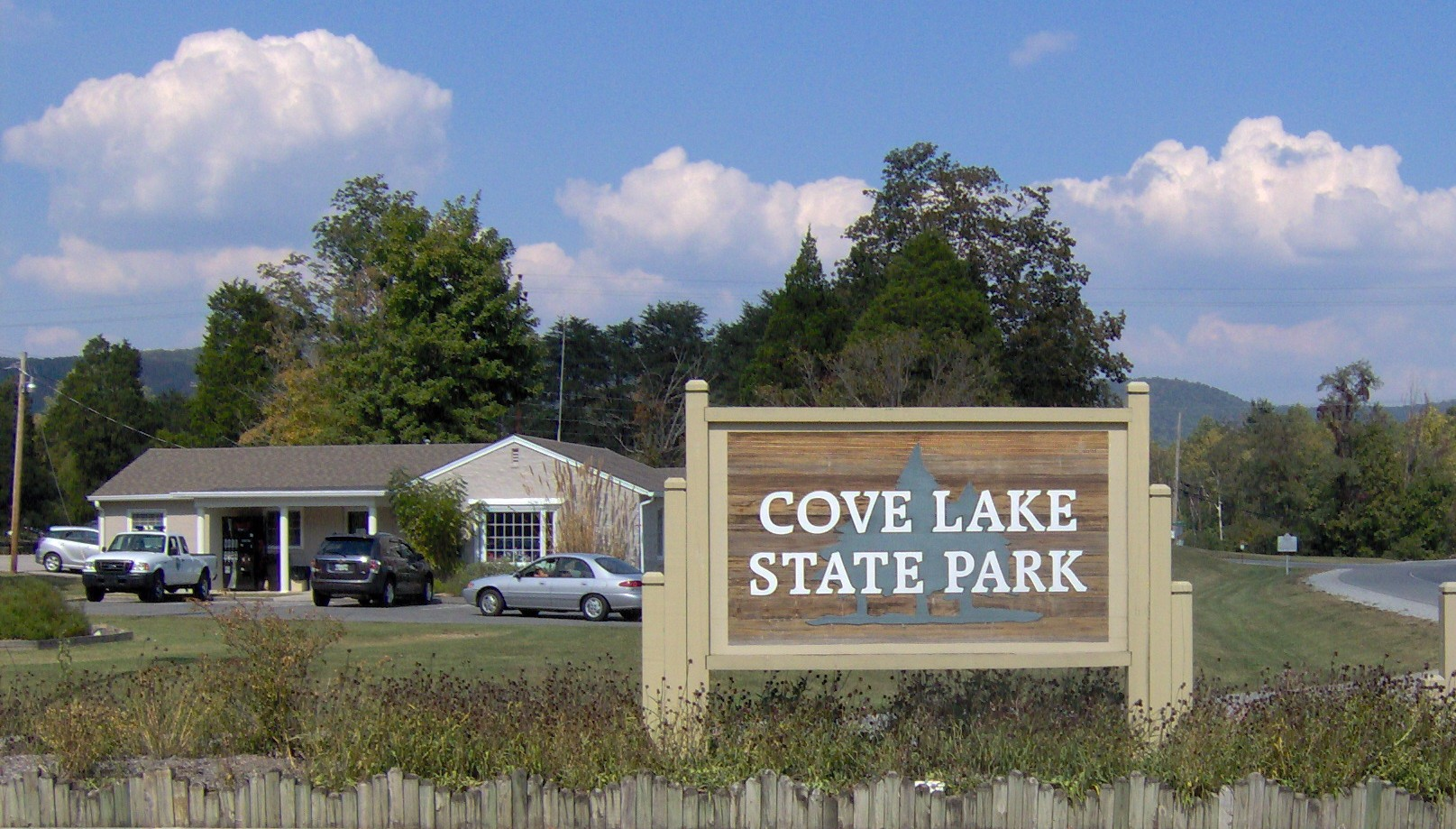
L'entrée du parc.
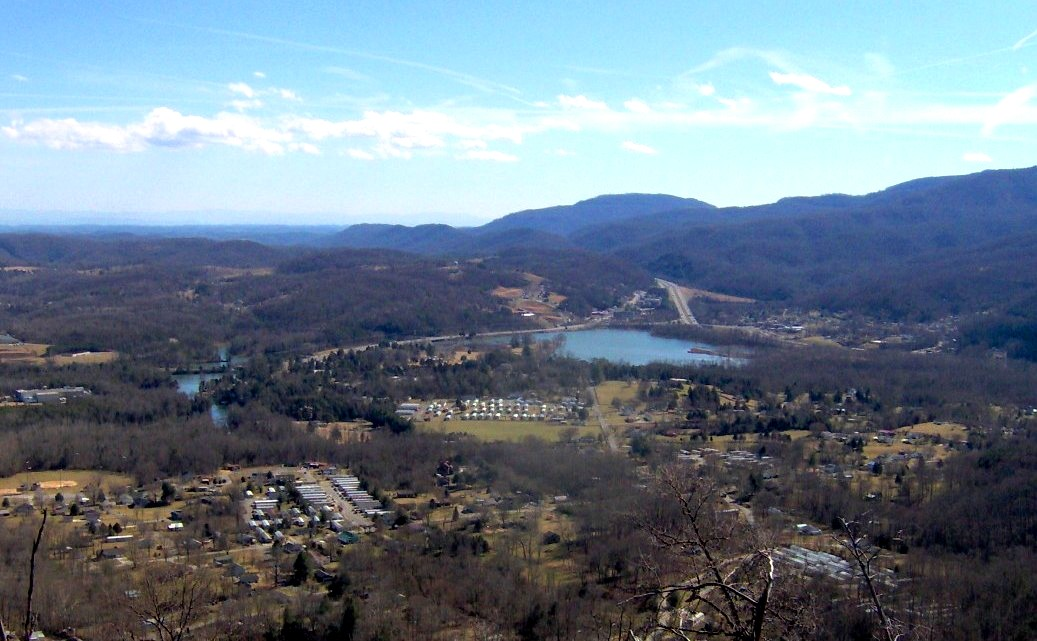
Vue de Caryville et du lac Cove depuis Devils Racetrack.

## Faune et flore
Le parc accueille de nombreux oiseaux migrateurs, notamment plus de 400 bernaches du Canada l'hiver.
Dans le lac, on trouve des bars, crapets et mariganes.

## Tourisme
Le site compte 106 places de camping équipées en eau et électricité.
Le parc compte un piscine olympique, des courts de tennis, des sentiers de randonnée pédestre et cycliste ainsi que des espaces pour l'observation des oiseaux. Il est également possible de pêcher et naviguer sur le lac,.